# Асфур, Габер
Габер Ахмед Асфур (араб. جابر عصفور‎‎; 25 марта 1944, Эль-Махалла-эль-Кубра, Египет — 31 декабря 2021) — министр культуры Египта (2011, 2014—2015), профессор Каирского университета (с 1966), литературный критик, публицист.
В 2011 году во время египетских протестов он был назначен министром культуры. Ушёл в отставку через неделю после назначения на должность из-за проблем со здоровьем и в связи «с необходимостью провести медицинское лечение».
Умер 31 декабря 2021 года в возрасте 77 лет.